# Double Star
Double Star fue una misión conjunta chino-europea y dirigida por la ESA y la Agencia Espacial China (CNSA) para el estudio de la magnetosfera terrestre, complementado la misión Cluster. En 1997 la CNSA invitó a la ESA a participar en Double Star y el 9 de julio de 2001 se firmó un acuerdo para llevar a cabo la misión conjunta.
La misión consistió en dos satélites, ambos diseñados, desarrollados y lanzados por la Administración Espacial China, volando en órbitas diferentes alrededor de la Tierra. La ESA construyó ocho de los instrumentos científicos que iban a bordo de cada satélite (los primeros instrumentos científicos europeos en volar en una misión china), siete de los cuales eran instrumentos de recambio para las Cluster y que nunca fueron usados. También puso a disposición de la misión la estación de Villafranca del Castillo para recoger datos de los satélites durante varias horas al día.

## Historia
El primer satélite (denominado Tan Ce 1, o TC-1, Explorador 1 en chino) fue lanzado a las 20:06 CET del 29 de diciembre de 2003 por un cohete Larga Marcha 2C a una órbita ecuatorial elíptica de 550 x 66.970 km y con una inclinación orbital de 28,5 grados desde el Centro Espacial de Xichang. Desde esa órbita pudo estudiar la enorme magnetocola, la región de la magnetosfera en que las partículas son acelerada hacia los polos magnéticos de la Tierra por un proceso denominado reconexión. TC-1 reentró en la atmósfera terrestre el 14 de octubre de 2007.
El segundo satélite (Tan Ce 2 o TC-2, Explorador 2) fue lanzado a una órbita polar de 700 x 39.000 km (con un periodo de 11,7 horas) a las 15:15 CET del 25 de julio de 2004, dedicándose a estudiar los procesos que tienen lugar sobre los polos magnéticos y el desarrollo de las auroras polares.
En agosto de 2007 se perdió el contacto con TC-2, recuperándose en noviembre del mismo año. Se consiguieron reactivar los instrumentos europeos, con los que el satélite sigue recogiendo datos.
La duración de la misión principal era de 18 meses, y más tarde fue extendida.

## Especificaciones

### TC-1
- Masa total: 350 kg
- Perigeo: 555 km
- Apogeo: 78.051 km
- Inclinación orbital: 28,5 grados

### TC-2
- Masa total: 660 kg
- Perigeo: 655 km
- Apogeo: 38.574 km
- Inclinación orbital: 90 grados
- Periodo: 695,1 minutos